# Divisió de Magwe
Magwe o Magway és una divisió o província de Birmània, a l'oest del país, separada de la costa per l'Arakan (Estat Rakhine). Té uns quatre milions d'habitants i 44.799 km².

Bandera oficial de la divisió de Magwe o Magway

La capital es Magwe o Magway, que és la tercera ciutat de la divisió (després de Yenangyaung més al nord i de Pakokku, al nord de la divisió), i està a la riba del Irawady a 230 km al sud de Mandalay. A la zona hi ha els camps petrolers de Man i de Yenangyaung. Té uns 90.000 habitants.
Està dividida en cinc districtes:
- Districte de Magway, amb 300.000 habitants
- Districte de Minbu
- Districte de Thayet
- Districte de Pakokku
- Districte de Gangaw

Te 25 ciutats i 1696 llogarets. Les ciutats principals de la divisió (amb la seva població) són:
- Aunglan 60.000
- Chauk 85.000
- Magway 90.000
- Minbu 60.000
- Pakokku 120.000
- Taungdwingyi 60.000
- Thayetmyo 60.000
- Yenangyaung 105.000

La divisió va portar el nom de Minbu des de la seva creació el 1886 fins vers el 1906 quan la capital fou traslladada de la ciutat de Minbu a la de Magwe i va agafar el nom de la nova capital.